# Balfrin
Le Balfrin est un sommet des Alpes valaisannes, en Suisse. Il culmine à 3 796 m d'altitude. Il est situé dans le massif des Mischabels, à proximité du Dom des Mischabel.